# Secolul XXXI î.Hr.
(Secolul al XXX-lea î.Hr. - Secolul XXXI î.Hr. - Secolul XXIX - alte secole)

## Evenimente
- 3102 î.Hr. – Dovezi astrologice plasează în această perioadă naștera lui Krishna.
- cca. 3100 î.Hr. – S-a născut faraonul Narmer.
- cca. 3100 î.Hr. – Prima fază în construcția Stonehenge, sudul Angliei.
- cca. 3050 î.Hr. – S-a născut faraonul Narmer-conform altei liste.
- 3000 î.Hr – Narmer unește Egiptul de Jos și Egiptul de Sus, și o nouă capitală este ridicată la Memphis.
- 3000 BC – Narmer moare.

## Oameni importanți
- Narmer, primul Faraon al Egiptului antic
- Hor-Aha, al doilea faraon al Egiptului antic

## Invenții, descoperiri
- ideogramele limbii chineze
- Canalizarea în India
- diguri, canale, sculpturi în piatră folosind plane înclinate și nivele în Sumer
- Cuprul era folosit pentru unelte și arme.

## Vedic culture
- The current Kali Yuga began at midnight 17 February / 18 February in 3102 BC in the proleptic Julian calendar.

3102 + 2009 = 5112 years elapsed in current Kaliyuga. 
This Kaliyuga began in the year 3102 BC in the proleptic Julian Calendar. 
More information on Hindu asronomical and scientific time calculations of history based on Vedas:

- Gītā was spoken at least 120,400,000 years ago; and in human society it has been extant for two million years. It was respoken by the Lord again to Arjuna about five thousand years ago. That is the rough estimate of the history of the Gītā, according to the Gītā itself and according to the version of the speaker, Lord Śrī Kṛṣṇa.